# سيمون شيلدر
سيمون شيلدر (بالهولندية: Simone Schilder) مواليد 7 أبريل 1967 في هولندا، هي لاعبة كرة مضرب هولندية. هي إحدى بطلات الجراند سلام. أعلى تصنيف لها في الفردي كان المركز الـ 164 في سنة 1988. أعلى تصنيف لها في الزوجي كان المركز الـ 71 في سنة 1989. شاركت في دورة الألعاب الأولمبية الصيفية.

## النهائيات

### الزوجي (الوصافة 2)
| الحصيلة | الرقم | التاريخ       | الدورة                  | الأرضية | الشريك      | المنافس                   | النتيجة  |
| ------- | ----- | ------------- | ----------------------- | ------- | ----------- | ------------------------- | -------- |
| الوصافة | 1.    | 7 نوفمبر 1988 | كاس راينها، البرازيل    | صلبة    | كارين باكوم | بتينا فالكو مرسيدس باز    | 3–6, 4–6 |
| الوصافة | 2.    | 17 يوليو 1989 | بلجيكا المفتوحة، بلجيكا | ترابية  | كارين باكوم | مانون بوليجراف مرسيدس باز | 1–6, 2–6 |

## روابط خارجية
- سيمون شيلدر على موقع رابطة محترفات التنس (الإنجليزية)
- سيمون شيلدر على موقع الاتحاد الدولي لكرة المضرب (الإنجليزية)
- سيمون شيلدر على موقع كأس بيلي جين كينغ (الإنجليزية)
- سيمون شيلدر على موقع خلاصة التنس.كوم (الإنجليزية)
- سيمون شيلدر على موقع أوليمبيديا (الإنجليزية)